# Стейсі Драгіла
Стейсі Драгіла (англ. Stacy Dragila; нар. 25 березня 1971, Оберн, Каліфорнія) — американська легкоатлетка, що спеціалізується на стрибках з жердиною, олімпійська чемпіонка 2000 року, дворазова чемпіонка світу.

## Кар'єра
| Рік             | Змагання                         | Місто                      | Місце           | Примітки        |                 |
| Представник США | Представник США                  | Представник США            | Представник США | Представник США | Представник США |
| --------------- | -------------------------------- | -------------------------- | --------------- | --------------- | --------------- |
| 1997            | Чемпіонат світу в приміщенні     | Париж, Франція             | 1               | 4.40 м          |                 |
| 1999            | Чемпіонат світу в приміщенні     | Маебасі, Японія            | 8               | 4.35 м          |                 |
| 1999            | Чемпіонат світу                  | Севілья, Іспанія           | 1               | 4.60 м          |                 |
| 2000            | Олімпійські ігри                 | Сідней, Австралія          | 1               | 4.60 м          |                 |
| 2001            | Чемпіонат світу в приміщенні     | Лісабон, Португалія        | 4               | 4.51 м          |                 |
| 2001            | Чемпіонат світу                  | Едмонтон, Канада           | 1               | 4.75 м          |                 |
| 2001            | Всесвітній легкоатлетичний фінал | Мельбурн, Австралія        | 1               | 4.50 м          |                 |
| 2003            | Чемпіонат світу в приміщенні     | Бірмінгем, Велика Британія | —               | NM              |                 |
| 2003            | Чемпіонат світу                  | Париж, Франція             | 4               | 4.55 м          |                 |
| 2003            | Всесвітній легкоатлетичний фінал | Монте-Карло, Монако        | 3               | 4.50 м          |                 |
| 2004            | Чемпіонат світу в приміщенні     | Будапешт, Угорщина         | 2               | 4.81 м          |                 |
| 2004            | Олімпійські ігри                 | Афіни, Греція              | 7 (кв.)         | 4.30 м          |                 |
| 2005            | Чемпіонат світу                  | Гельсінкі, Фінляндія       | 8 (кв.)         | 4.40 м          |                 |
| 2009            | Чемпіонат світу                  | Берлін, Німеччина          | 9 (кв.)         | 4.25 м          |                 |